# Isaltino Morais

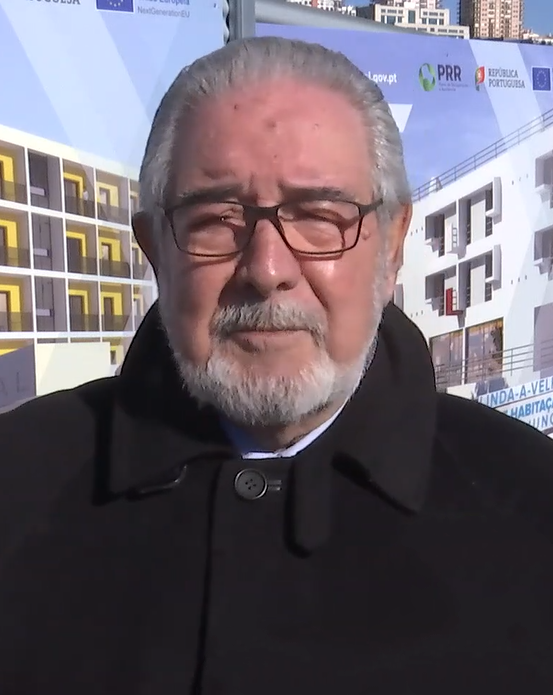
Isaltino Morais, 2023

Isaltino Afonso Morais (* 29. Dezember 1949 in Mirandela, São Salvador) ist ein portugiesischer Politiker und Jurist.
Er besuchte zwischen 1961 und 1966 das Liceu Nacional de Bragança, schloss jedoch erst 1976 am Liceu Pedro Nunes in Lissabon ab. Seine Jugend war durch den Tod seines Vaters und seiner Mutter gekennzeichnet. Isaltino Morais war 13 bzw. 18 Jahre alt. Im Alter von 18 Jahren zog er nach Lissabon, wurde dann (1970) zum Militärdienst berufen und während des Kolonialkrieges nach Angola mobilisiert. Im Jahr 1981 schloss er sein Studium der Rechtswissenschaften an der Juristischen Fakultät der Universität Lissabon in den Fächern Verfassungsrecht, Völkerrecht und Verwaltungsrecht ab, wo er von 1980 bis 1985 Hilfsdozent war. Zwischen 1981 und 1985 war er auch als Staatsanwalt tätig und von 1984 bis 1985 Rechtsberater des Justizministeriums.
Im Jahr 1978 trat er in die Sozialdemokratische Partei (PSD) ein. Er war Präsident des distriktiven Politischen Ausschusses der Lissabon-PSD und zwischen 1995 und 1999 Mitglied des Parlaments. Im Jahr 1985 wurde er zum Landrat von Oeiras gewählt. Er war Vize-Präsident der Junta Metropolitana de Lisboa (1992–1997) und der Associação Nacional de Municípios Portugueses (ANMP) (1997–2002). Er vertrat die Regierung von Portugal in der Fachkommission für soziale Angelegenheiten des Europarates (1987–1991) und war Mitglied des Ausschusses der Regionen (1994–2003). Im Kabinett Durão Barroso wurde er zum Minister für Städte, Umwelt und Liegenschaftsverwaltung der 15. Portugiesischen Regierung (2002–2003) ernannt.
Im Jahr 2005 trennte er sich von dem PSD, um deren Kandidatur im Kreis nicht zu unterstützen, da ihm Bestechung, Steuerhinterziehung, Geldwäsche und Machtmissbrauch vorgeworfen wurden. Im August 2009 wurde er zu sieben Jahren Haft, Verlust des Amtes und einer Entschädigungszahlung von 463.000 Euro an den Staat verurteilt. Allerdings wurden das Urteil und die Strafe ausgesetzt, das es ihm erlaubte, erneut bei den Kommunalwahlen 2009 mit der unabhängigen Liste Isaltino – Oeiras mais à Frente zu kandidieren. Er gewann erneut und ist weiterhin Landrat des Kreises.
Am 13. Juli 2010 reduzierte das Berufungsgericht von Lissabon die Strafe von sieben auf zwei Jahre Haft, zu der er in Erster Instanz wegen Geldwäsche und Steuerhinterziehung verurteilt worden war.
Im April 2011 wies der Oberste Gerichtshof seinen Antrag auf Haftverschonung zurück.
Er ist Mitglied der Freimaurer der Grande Loja Legal de Portugal.